# Cyberchase
Cyberchase (no Brasil: Cyberchase: A Corrida do Espaço, e em Portugal: Aventuras no Ciberespaço (KidsCo) ou Ciber-Heróis (2: e Canal Panda)) é um programa de televisão estadunidense-canadense produzido por Nelvana. Exibido no Brasil pela TV Cultura, já foi a série de maior audiência da emissora, quando alcançava de 4 a 5 pontos de média no Ibope diariamente. Em Portugal, o programa foi exibido pelo 2 em 2004 e depois reexibido pelo Canal Panda em 2005 e em 2014.Também foi exibido pela KidsCo com uma dobragem diferente. Deixou de ser exibida no Brasil pela TV Cultura em 21 de agosto de 2016.

## Sinopse
Jackie, Matheus e Inês - os heróis de culturas diferentes de Cyberchase -, juntamente com o esperto Cyberpássaro Dígito, saem do seu mundo real e mergulham no ambiente supercolorido do Cyberespaço, onde arrasam os seres do mal num emocionante duelo de força e esperteza. Para enfrentar a ambição do vilão Hacker em dominar o Cyberespaço, as crianças se envolvem em situações aparentemente difíceis, que podem ser resolvidas com simples cálculos de matemática.

## Aparelhos enaves
- Palmitopinho: são aparelhos que servem tanto para comunicação, como para realizar cálculos. Jackie, Matheus, Inês, Dígito e Dr. Gude possuem um palmitopinho. O palmitopinho aparece em todos os episódios e é muito útil para que as crianças resolvam certos problemas.
- Satélite Super Xereta: Hacker criou esse aparelho no episódio "Codinome Eka". Ele permite escutar o que as pessoas estão dizendo, daí o nome.
- Clonitron: Hacker criou esse aparelho no episódio "Que Venham os Clones". Ele permite que se clone qualquer coisa, desde objetos até pessoas, em qualquer número.
- Raio Encolhedor: Hacker criou esse aparelho no episódio "Negociar Sempre". Ele permite que qualquer coisa encolha.
- Solesfera: esse aparelho foi criado por Dr. Gude. Aparece no episódio "Um Dia Branco de Neve". Ela permite que Solaria não esfrie. Ela não retém o calor, por isso nunca fica quente.
- Boa Vibração: esse aparelho foi criado por Mestre Pi. Aparece no episódio "Encrenca em Dobro". Ela permite que reine a paz e a harmonia em Shangri-lá.
- Simetrizador: esse aparelho foi criado por Dr. Gude. Aparece no episódio "Os Segredos de Simétrica". Ele cria todos os produtos simétricos do Cyberespaço. Mas, se reprogramado pode destruir a simetria.
- Chip Codificador (ou Chip de Criptografia): é um chip que pode curar definitivamente a Placa-mãe do vírus. A Cyberturma está sempre a procura dele.
- Estraga-Prazer: é a nave do Hacker. Aparece em quase todos os episódios. Ela é preta e extremamente grande.
- Mini Estraga-prazer: é uma versão miniatura da Estraga-prazer, e possui um tom mais claro. Só aparece no episódio "Encontrem Aqueles Lumes".
- Cyberavião: é a nave das crianças. Ela é azul e possui quatro lugares. Aparece nos episódios "Codinome Eka", "Menor que Zero" e "Batalha Entre Iguais".
- Cápsula do Dr. Gude: é uma nave em forma de cápsula criada pelo Dr. Gude. Ela é azul, igual à das crianças. Aparece nos episódios "O Dr. Gude se Foi", "Castelvânia" e "Eureka".
- Cápsula de Dois Lugares do Dr. Gude: é uma nave em forma de cápsula, igual a citada anteriormente, só que com dois lugares. Aparece no episódio "Fica Frio".
- Gato-móvel: é um automóvel construído por Bibi, usando sua própria imagem. Ele possui um dispositivo capaz de conduzir o automóvel a um certo lugar e depois fazer a operação inversa. Aparece no episódio "O Olho Mágico".
- Mesquinho-móvel: é um automóvel construído por Hacker, usando sua própria imagem. Aparece no episódio "Fora de Controle".

## Prêmios
- A série foi ganhadora de um prêmio Emmy, como série infantil de rede fechada excepcional[2].

## Elenco

### Dublagem
- Audio News

| Personagem              | Canadá                      | Brasil             | Portugal (2: e Camal Panda) |
| ----------------------- | --------------------------- | ------------------ | --------------------------- |
| Jackie                  | Novie Edwards               | Adriana Torres     | Ana Luís Martins            |
| Matt                    | Jacqueline Pilon            | José Leonardo      | Rómulo Fragoso              |
| Inês                    | Annick Obonsawin            | Flávia Saddy       | Carla Garcia                |
| Dígito                  | Gilbert Gottfried (nos EUA) | Marco Ribeiro      | Quimbé                      |
| Hacker                  | Christopher Lloyd (nos EUA) | Waldyr Sant'anna   | José Martins                |
| Buzz                    | Len Carlson / Phil Williams | Samir Murad        | Mário Bomba                 |
| Delete                  | Robert Tinkler              | Alexandre Moreno   | Quimbé                      |
| Placa-Mãe               | Kristina Nicoll             | Teresa Cristina    | Ana Luís Martins            |
| Dr. Marbles             | Richard Binsley             | Marco Ribeiro      | Mário Bomba                 |
| Slider                  | ?                           | ?                  | ?                           |
| Shari Spotter           | ?                           | ?                  | ?                           |
| Britney                 | ?                           | ?                  | ?                           |
| Sheldon                 | ?                           | ?                  | ?                           |
| Ashlie                  | ?                           | ?                  | ?                           |
| Nero                    | ?                           | Jorge Vasconcelos  | ?                           |
| Rei Caranguejo          | ?                           | ?                  | ?                           |
| Amigo do Rei Caranguejo | ?                           | Luiz Sérgio Vieira | ?                           |
| Amiga do Rei Caranguejo | ?                           | ?                  | ?                           |